# CFG Bank Arena
La CFG Bank Arena (auparavant Baltimore Arena, Baltimore Civic Center, 1st Mariner Arena et Royal Farms Arena) est une salle omnisports située à Baltimore dans le Maryland, aux États-Unis. Sa capacité est de 11 271 places pour les matchs de hockey sur glace et 13 500 pour les concerts.

## Événements
- NBA All-Star Game 1969, 14 janvier 1969
- Disney on Parade février 1970[1]

- No Mercy (2003), 19 octobre 2003
- WWE Backlash, 27 avril 2008
- WWE Extreme Rules, 25 avril 2010
- WWE Raw du 20 juin 2011
- WWE TLC, 18 décembre 2011
- WWE Raw, 6 janvier 2014
- WWE Payback, 17 mai 2015
- AEW Full Gear, 9 novembre 2019
- WWE SmackDown, 1er octobre 2021